# Sesam (radioprogram)
Sesam var ett radioprogram som sändes från 1966 till 1975 av Kulturredaktionen på Sveriges Radio. Inriktningen var teknik, miljö och framtid med konsumentupplysande inslag.
Sesam sändes från den 15 september 1966 till den 1 oktober 1975 och totalt sändes 372 program. Under 1966 sändes Sesam ungefär en gång i månaden, från 1967 varannan vecka och från oktober 1968 varje vecka. Inledningsvis leddes redaktionen av Bo Kumlin. Från 1969 leddes programmet huvudsakligen av Per Ragnarson och Bertil Nyström. Tom Engström stod bakom ett flertal reportage.
Sesam inkorporerades slutligen i Vetandets värld.